# Andy Whitfield
Andy Whitfield (Amlwch, 17. srpnja 1972. – Sydney, 11. rujna 2011.) bio je velški glumac i model najpoznatiji po ulozi Spartaka u američkoj televizijskoj seriji "Spartacus: Blood and Sand".

## Karijera
Whitfield je rođen u Amlwchu, Walesu. Studirao je inženjerstvo na sveučilištu Sheffield u Londonu, te se 1999. godine seli u Sydney. Glumačke satove pohađao je u umjetničkoj školi Screenwise, filmskoj i televizijskoj školi za glumce. Pojavio se u par australskih televizijskih serija kao što su "Opening up", "All Saints", "The Strip", "Puna kuća Raftera" i "McLeodove kćeri".
Svoju prvu glavnu ulogu dobio je u australskom nadnaravnom filmu "Gabriel". Godine 2010. dobio je glavnu ulogu u američkoj televizijskoj seriji "Spartacus: Blood and Sand", koju je snimao na Novom Zelandu. Igrao je ulogu Spartaka, ratnika osuđenog na borbu kao gladijator koji je poveo bunu protiv Rimljana.

## Smrt
U ožujku 2010., Whitfieldu je dijagnosticiran Ne-Hodgkinov limfom i glumac je odmah počeo s liječenjem. Od komplikacija bolesti, glumac je preminuo 11. rujna 2011.

## Filmografija
| Televizija | Televizija                   | Televizija       | Televizija                                    |
| Godina     | Naslov                       | Uloga            | Napomena                                      |
| ---------- | ---------------------------- | ---------------- | --------------------------------------------- |
| 2004       | All Saints                   | Matthew Parkes   | "Opening Up" (2. sezona, epizoda 7)           |
| 2008       | The Strip                    | Charlie Palmer   | 1. sezona, epizoda 2 1. sezona, epizoda 7     |
| 2008       | Puna kuća Raftera            | Nick Leigh       | "All in the Planning" (1. sezona, epizoda 10) |
| 2008       | McLeodove kćeri              | Brett Samuels    | "Nowhere to Hide" (8. sezona, epizoda 4)      |
| 2010       | Spartacus: Blood and Sand    | Spartak          | Glavna uloga                                  |
| 2011       | Spartacus: Gods of the Arena | Spartak (glas)   | "The Bitter End" (1. sezona, epizoda 6)       |
| Filmovi    |                              |                  |                                               |
| Godina     | Naslov                       | Uloga            | Napomena                                      |
| 2007       | Gabriel                      | Gabriel          | Glavna uloga                                  |
| 2010       | The Clinic                   | Cameron Marshall |                                               |

## Vanjske poveznice
- Andy Whitfield no Internet Movie Database